# Irradiação
Irradiação é o conjunto de radiações emitidas por um corpo.
Energia radiante é modalidade de energia que se propaga pelo espaço, mesmo vazio, por meio de ondas eletromagnéticas.
Radiação é o nome dado à energia radiante quando emitida com uma mesma frequência. A frequência de uma radiação não se modifica quando ela passa de um meio para outro, já a sua velocidade de propagação se modifica, e consequentemente, o seu comprimento de onda.
No vácuo, todas as radiações se propagam com a mesma velocidade. Em um meio material cada radiação tem uma velocidade de propagação diferente da de qualquer outra.
Então concluímos:
a) uma radiação pode ser perfeitamente caracterizada pela sua frequência;
b) só podemos caracterizar, perfeitamente, uma radiação pelo seu comprimento de onda, se especificarmos o meio. Se isto não é feito, fica implícito que o meio considerado é o vácuo ou em primeira aproximação, o ar.

## Espectro Eletromagnético

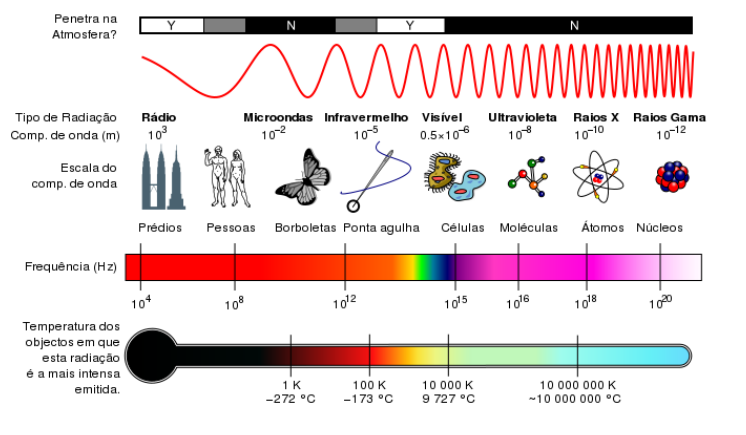
Diferentes espectrogramas.

Dá-se o nome de espectro magnético ao conjunto de todas as radiações eletromagnéticas ordenadas segundo as sua frequências, ou os seus comprimentos de onda. Não é, porém, possível estabelecer uma divisão nítida entre as diversas regiões. Seus extremos se superpõem. Entretanto, as propriedades de uma radiação só dependem da sua frequência,sendo independentes do modo pelo qual ela foi produzida.

## Irradiação térmica

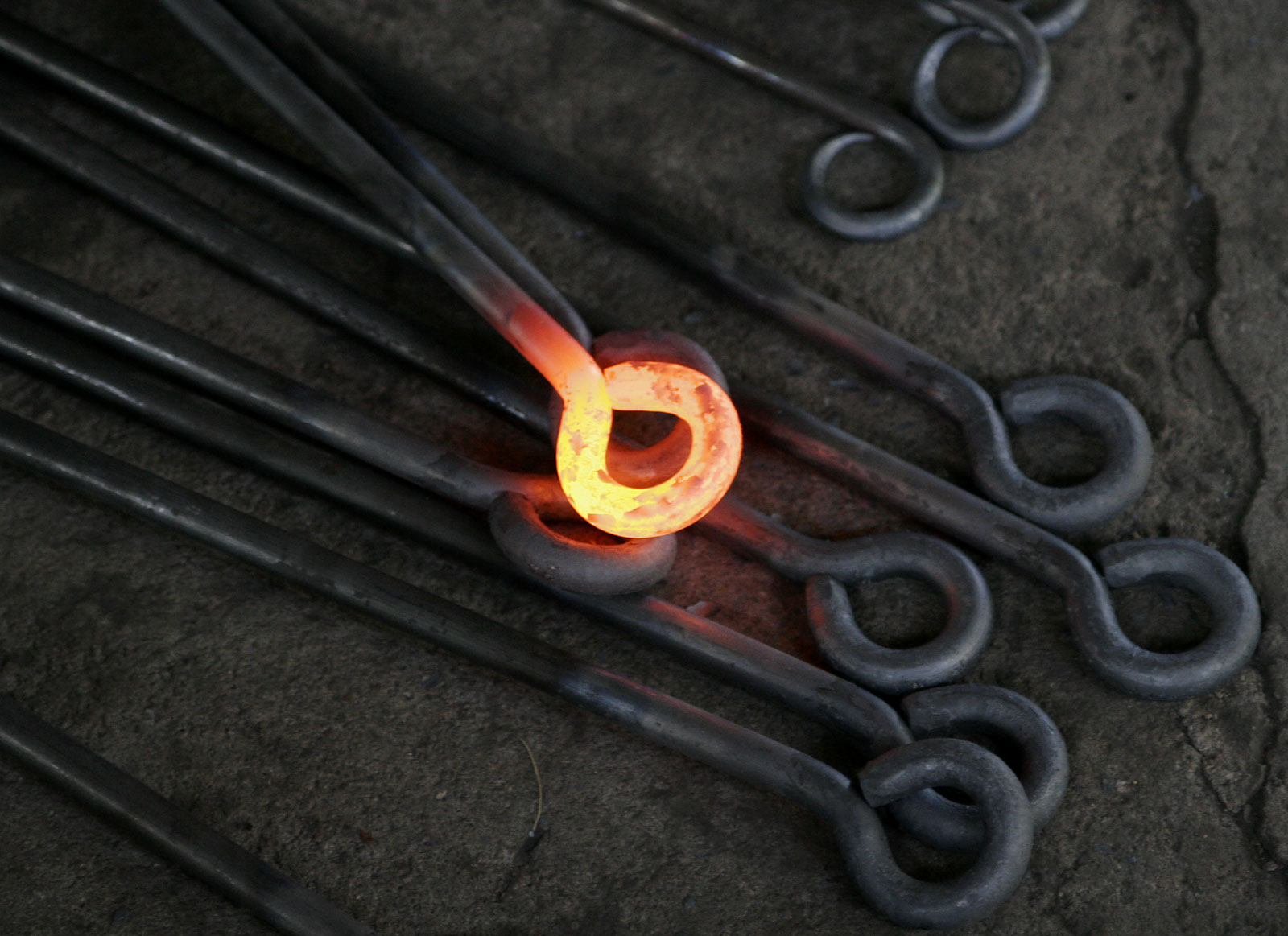
O metal aquecido a temperatura próxima à de fusão emite radiação no infravermelho e no visível próximo ao infravermelho. O primeiro é invisível ao olho humano, mas o segundo pode ser percebido pelo brilho avermelhado.

Irradiação térmica é a emitida em virtude de causas puramente térmicas. Independe da natureza do corpo emissor. A distribuição da energia transportada por uma irradiação é função exclusiva da temperatura do radiador. A rigor, só obtemos uma irradiação térmica quando o corpo emissor é um corpo negro.
Corpo negro ou radiador perfeito é aquele capaz de absorver todas as radiações que sobrem ele incidam. O negro de fumo (fuligem) é a substância que mais se aproxima do corpo, pois absorve mais de 95% das radiações inerentes, para certas radiações chega a absorver 99%.
A irradiação é o ato ou efeito de irradiar determinado campo eletromagnético ou partícula através do espaço em determinado tempo.
No caso da radiofrequência, esta irradia-se a partir de um sistema irradiante, este é composto de um sistema de transmissão (transmissor), uma linha de transmissão e uma antena. 

## Antena
A antena é um sistema que irradia energia eletromagnética, podemos conhecê-la a partir do processamento da irradiação, da eficiência e da distribuição da energia irradiada através do campo, dentro do espectro conhecido, ou arbitrado. Existem diversos tipos de antenas, contudo, todas irradiam de forma semelhante. Desta forma, o diagrama de irradiação nada mais é do que o mapeamento espacial da distribuição de energia irradiada, levando em conta o campo tridimensional.
Existem diversas maneiras de levantá-lo, algumas mais simples outras mais trabalhosas, portanto se um ou mais sistemas de análise chegarem ao mesmo resultado, sempre valerá o mais simples, isto é aquele menos trabalhoso.

## Diagrama de irradiação
Para levantar-se o diagrama de irradiação, deve-se toma-lo a partir de uma distância e localização onde não seja possível a interferência de elementos estranhos ao meio onde se encontram a antena de prova e a antena de teste.

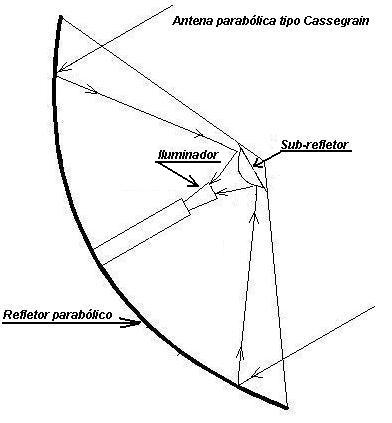
Diagrama de irradiação de uma antena parabólica tipo Cassegrain em freqüência de 10.5 GHz levantado nas polarizações horizontal e vertical.

Normalmente levanta-se o diagrama à separações entre antenas de prova e teste não inferiores a dez vezes ao comprimento de onda da freqüência central, por exemplo, se estamos levantando um sistema que opera no comprimento de onda de quarenta metros, deve-se tomar as medições no mínimo à quatrocentos metros de distância em campo aberto. Para levantar-se o diagrama de irradiação de uma antena, devem ser usados alguns procedimentos básicos.Em primeiro lugar, deve-se ter uma antena de prova, e uma antena de teste.

## Método de levantamento do diagrama de irradiação

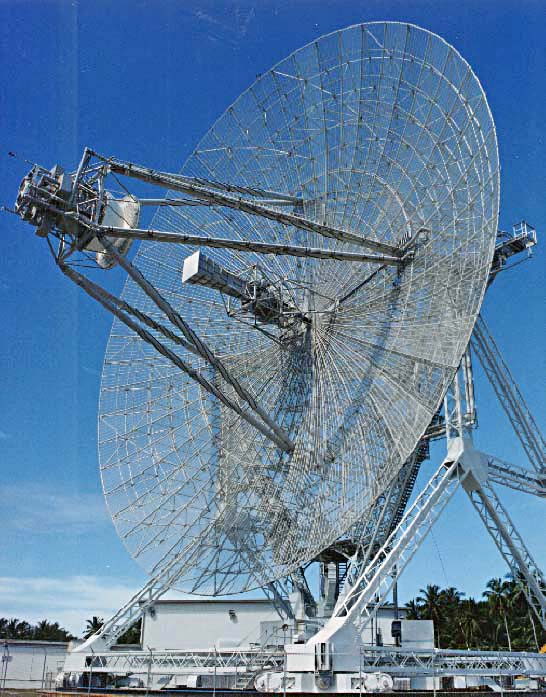
Fotografia de uma antena parabólica tipo Cassegrain utilizada em radar

Deixa-se a antena de teste a uma distância confiável da antena de prova, de forma a não haver interação de sinais entre elas e o meio circundante.
Três passos devem se seguidos, após tomadas todas as precauções acima.
1. Gira-se a antena sob teste de forma a descrever um, círculo
2. A intervalos regulares, a cada dez graus por exemplo, toma-se a medida do campo irradiado de forma a obter-se um gráfico.
3. Os valores devem ser anotados ou em valores absolutos, ou em valores relativos ao seu máximo.

As medidas e características servem tanto para transmissão quanto para a recepção, obedecendo a lei da reciprocidade.
Na resultante da experiência acima temos o que se chama diagrama de irradiação do campo da antena, e por conseqüência torna-se mister em suas especificações se tratamos de campo ou de potência, se a polarização é vertical , ou horizontal, e o principal, o levantamento, sempre que possível deve ser executado em 360 graus.

## Antena Dipolo
No caso de uma antena dipolo, na polarização horizontal, é perfeitamente possível a diagramação da irradiação em dois sentidos, isto é, existem duas frentes de onda.
Sempre há um lóbulo principal de irradiação e lóbulos secundários de menor amplitude .

## Antenas de feixe estreito
Para antenas de feixe estreito, helicoidais, antenas de radar, por exemplo, carece utilizar o diagrama retangular e não o polar, devido à precisão necessária.
Devido à dualidade da energia emitida e à lei de reciprocidade, exemplificado anteriormente, pode-se usar a análise gráfica tanto para irradiação, quanto para campo, próximo/distante.
Devemos lembrar que num diagrama de irradiação de campo cujo valor máximo arbitra-se igual a unidade (1,0 ) a amplitude correspondente à meia potência equivale à 0,707, pois devemos lembrar que estamos trabalhando com lóbulos, e o cálculo é muito semelhante ao cálculo senoidal.
Verifiquemos que o diagrama de fase da antena nada mais é do que a representação espacial da variação de fase do campo irradiado.

## Ponto irradiante
Consideremos uma antena irradiando uma potencia total ( W ), situada ao centro de um campo espacial fictício cuja superfície seja uma esfera perfeita, imagine uma bola de sabão flutuando no espaço e o ponto de irradiação, ou seja a antena esteja em sua superfície esférica onde seu raio ( r ) seja imensamente maior do que o tamanho físico da antena, de forma que a vejamos como se fosse um ponto infinitesimal.
Onde ( P ) seja o valor médio da densidade de potência provocada pela antena à distância ( r ).
Onde ( Pr ) seja o valor médio da densidade de potência provocada outra antena idêntica à primeira antena à distância ( r ).
Tenderemos à definir a diretividade da primeira antena em relação à segunda como:
D = P / Pr .

## Densidade de potência
Como a densidade é função do ponto, a diretividade também o será, portanto temos como medir a capacidade de concentração de energia de uma antena numa região pré-determinada do espaço.
Dedução lógica: quanto mais agudo o lóbulo principal maior a irradiação ou iluminação desta antena e seu lóbulo, numa determinada direção.

## Tipos de Radiação Utilizados
A irradiação depende de três tipos principais de radiação:
- Raios Gama
- Raios X
- Feixes de Elétrons

Cada tipo de radiação serve propósitos específicos, garantindo que a irradiação pode satisfazer as diversas necessidades de setores como a segurança alimentar, a saúde e a indústria transformadora.